# قانون کوین بیکن

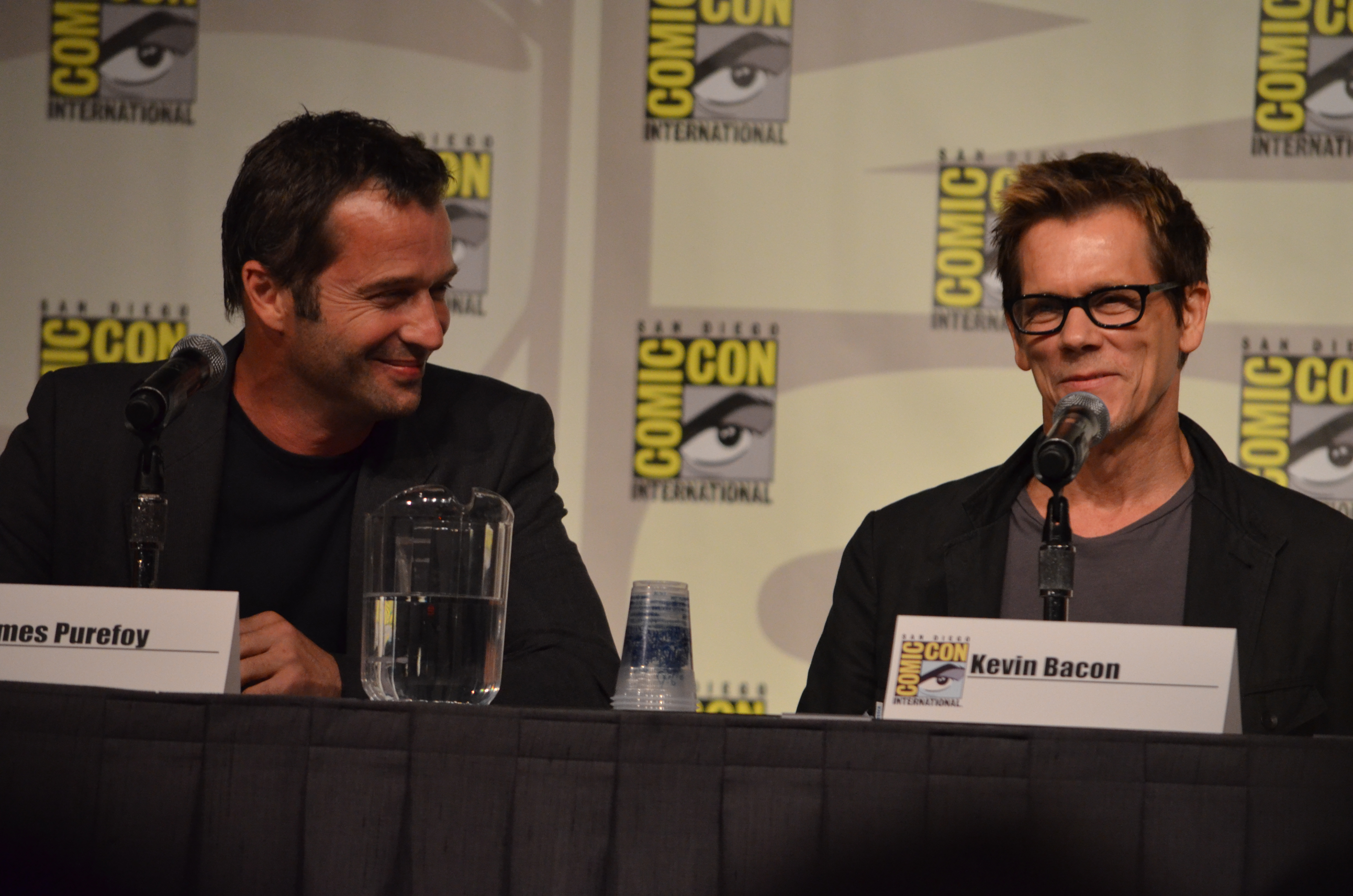
کوین بیکن (راست) در کنار جیمز پورفوی، که دارای درجه بیکن ۲ است: پورفوی در فیلم Women Talking Dirty با هلنا بونهام کارتر بازی کرده که بونهام کارتر در فیلم نووکائین با بیکن هم بازی بوده‌است.

شش درجه کوین بیکن یا قانون بیکن یک بازی خانگی است که در آن بازیکنان یکدیگر را به چالش می‌کشند تا با انتخاب بازیگرهایی که با یکدیگر فیلم مشترک دارند و تکرار این روند کوتاهترین مسیری را پیدا کنند که در نهایت منجر به بازیگر پرکار آمریکایی کوین بیکن شود. این قانون بر این فرض استوار است که هر کسی که در صنعت فیلم‌سازی هالیوود باشد می‌تواند از طریق نقش‌های سینمایی خود در حداکثر شش مرحله (درجه) با بیکن مرتبط شود. نام این بازی اشاره به «شش درجه جدایی» است، مفهومی که بیان می‌کند هر دو انسانِ روی زمین با شش لینک یا کمتر با یکدیگر مرتبط اند.

## اعداد بیکن
همان‌طور که در بازی تعریف شده، عدد بیکن یک بازیگر تعداد درجات جدائی او از بیکن است. هرچه این عدد بزرگتر باشد، فاصله ارتباطی از کوین بیکن بیشتر است و بلعکس.
محاسبه عدد بیکن برای بازیگر X از طریق الگوریتم "کوتاه‌ترین مسیر" است:
- کوین بیکن خودش شماره بیکن ۰ دارد.
- آن دسته از بازیگرانی که مستقیماً با کوین بیکن کار کرده‌اند عدد بیکن ۱ دارند.
- اگر کمترین تعداد بیکن در بین بازیگرانی که X در هر فیلمی با آنها ظاهر شده‌است N باشد، عدد بیکن X برابر N+1 است.

### مثال‌ها
الویس پریسلی:
- الویس پریسلی در فیلم تغییر عادت (۱۹۶۹) با ادوارد اسنر همبازی بود.
- ادوارد اسنر با کوین بیکن در جی‌اف‌کی (۱۹۹۱) همبازی بود.

بنابراین، اسنر دارای عدد بیکن ۱ و پریسلی (که هرگز در فیلمی با بیکن ظاهر نشده‌است) دارای عدد بیکن ۲ است.
آلفرد هیچکاک:
- آلفرد هیچکاک کارگردان فیلم پرندگان (۱۹۶۳) بود که در آن فیلم تیپی هدرن ایفای نقش کرد.
- تیپی هدرن با کوین بیکن در ماشین جین منسفیلد (۲۰۱۲) همبازی بود.

بنابرین، آلفرد هیچکاک نیز با عدد بیکن ۲ به کوین بیکن مرتبط است.

## مرکز جهان هالیوود
برت تاژادن در دانشگاه ویرجینیا، اوراکل بیکن را خلق کرد. نسخه قبلی این برنامه رایانه‌ای از اطلاعات مربوط به ۸۰۰ هزار نفر از پایگاه داده فیلم فیلم اینترنتی (IMDb) استفاده می‌کرد، در حالی که در اجرای فعلی از داده‌های گرفته شده از ویکی‌پدیا استفاده می‌شود.
الگوریتم «این مرکز چقدر مناسب است» را برای هنرمندان هر فیلم محاسبه می‌کند، به عنوان مثال یک میانگین وزنی از درجه جدایی از همه افرادی که به آن شخص خاص متصل هستند. این سایت یک میانگین شماره شخصیت را برمی‌گرداند، به عنوان مثال برای کلینت ایستوود، میانگین «عدد کلینت ایستوود» را برمی‌گرداند. از آنجا سایت اوراکل شخصی را که کمترین میانگین تعداد شخصیت را دارد «مرکز جهان هالیوود» معرفی می‌کند. آنطور که مشخص شده کوین بیکن «مرکز جهان هالیوود» (یعنی پیوند پذیرترین بازیگر) نیست. در حقیقت، بیکن حتی در لیست ۱۰۰ شماره برتر هم قرار ندارد.